# William Adolphe Bouguereau

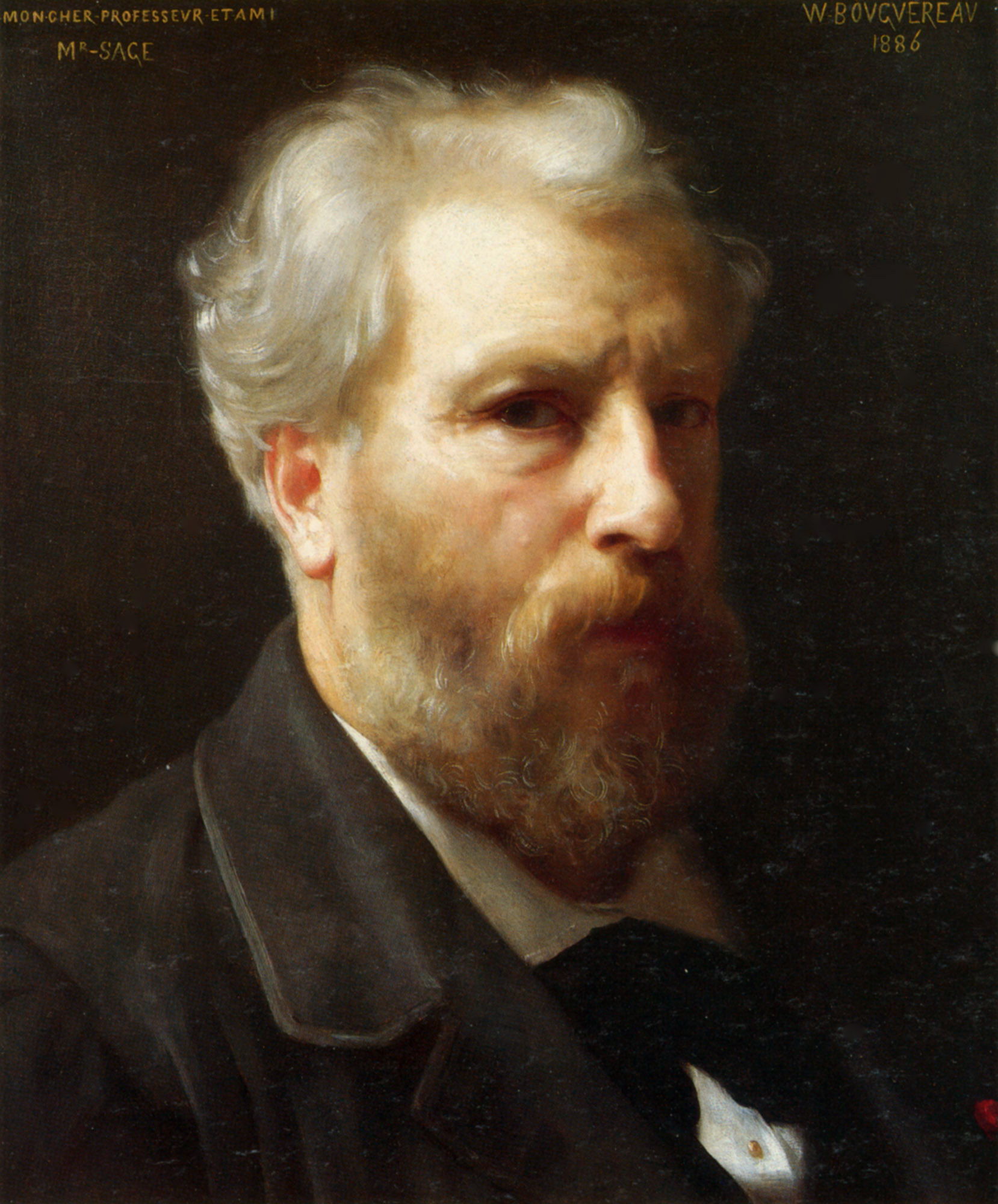
Selbstporträt, 1886

William Adolphe Bouguereau [vijɑ̃ adɔlf buɡø'ʁo] (auch Adolphe-William Bouguereau; * 30. November 1825 in La Rochelle (Département Charente-Maritime); † 19. August 1905 ebenda) war ein französischer Maler des 19. Jahrhunderts und gilt als Meister des Akademischen Klassizismus und des Klassischen Realismus.

## Leben
Bouguereau war der Sohn des Weinhändlers Théodore Bouguereau (* 1800) und dessen Ehefrau Marie Bonnin (* 1804) und hatte noch zwei jüngere Schwestern. Die Familie stammte aus der Region um Bordeaux und hatte englische Wurzeln.
1832 ließ sich die Familie in Saint-Martin-de-Ré (Département Charente-Maritime) nieder. Im Alter von zwölf Jahren kam Bouguereau 1837 zu seinem Onkel, einem Priester, nach Montagne. Dieser beschloss zwei Jahre später, dass Bouguereau am katholischen Collège von Pons (Charente-Maritime) zum Priester ausgebildet werden sollte. An diesem Collège erfuhr Bouguereau durch Louis Sage, einem Schüler des Malers Jean-Auguste-Dominique Ingres, seinen ersten künstlerischen Unterricht.
Seine Familie hatte sich inzwischen in Bordeaux niedergelassen und holte ihn zu sich zurück. Durch die Geschäfte seiner Familie machte Bouguereau bald die Bekanntschaft von Charles Marionneau (1823–1896), der ihm ab Winter 1841 den Besuch der städtischen Zeichenschule ermöglichte. Von den vielen Zeichnungen, die dort entstanden, überdauerte bis heute nur eine. Im März 1846 ging Bouguereau nach Paris, um dort an der École des Beaux-Arts (EBA) zu studieren. Parallel dazu belegte er Kurse in Anatomie und Archäologie und interessierte sich u. a. für historische Kostüme und Uniformen.
Während dieser Zeit nahm ihn der Maler François-Édouard Picot als Schüler in seinem Atelier auf und förderte Bouguereau in der akademischen Malerei. 1850 gewann Bouguereau den Prix de Rome und konnte sich dadurch zwischen 1851 und 1854 in der Villa Medici aufhalten. Mehrheitlich wurde er dabei von Jean-Victor Schnetz (Académie de France à Rome) betreut. Er erreichte im Januar 1851 Rom und nutzte seinen Aufenthalt dort auch zu ausgedehnten Reisen nach Neapel, Capri, Amalfi und Pompeji. Im April 1854 kehrte er nach Frankreich zurück und ließ sich in Paris nieder. Er eröffnete im 6. Arrondissement ein eigenes Atelier und wurde bereits im darauffolgenden Jahr eingeladen, an den jährlichen Ausstellungen des Salon de Paris teilzunehmen und auf der Weltausstellung 1855 konnte er einige seiner Bilder präsentieren.
Am 24. Mai 1866 heiratete Bouguereau in Paris im Geheimen sein Modell Nelly Monchablon (1836–1877), mit der er zwei Töchter und drei Söhne hatte. Sie hatten bereits seit 1856 zusammengelebt.
Während des Deutsch-Französischen Kriegs blieb Bouguereau in Paris. Bereits 1870 hatte ihn Rodolphe Julian als Dozent für seine Académie Julian engagiert.
1877 starb seine Ehefrau. Da Bouguereaus Mutter gegen eine zweite Ehe war, nötigte sie ihrem Sohn das Versprechen ab, nicht mehr zu heiraten. Als seine Mutter 1896 starb, konnte Bouguereau nach neunzehnjähriger Verlobungszeit endlich doch seine ehemalige Schülerin Elizabeth Jane Gardner heiraten. Diese Hochzeit fand am 22. Juni 1896 ebenfalls in Paris statt. Mit ihr hatte Bouguereau zwei Töchter und einen Sohn. Er ließ sich, ebenfalls im 6. Arrondissement, eine beeindruckende Villa errichten, in der er zusammen mit seiner Familie bis an sein Lebensende wohnte. Dieser Villa war auch ein großzügiges Atelier angegliedert.
1905 starb Bouguereau während eines Sommerurlaubs in La Rochelle. Nach einer Trauerfeier in der dortigen Kathedrale wurde der Sarg mit dem Zug nach Paris gebracht. Nach einer weiteren, staatlich gewünschten Trauerfeier fand Bouguereau seine letzte Ruhestätte auf dem Cimetière Montparnasse (12. Division). Seine Ehefrau Elizabeth Jane überlebte ihn um 16 Jahre.

## Ehrungen
- 1848 Prix de Rome (2. Klasse) für Saint Pierre après sa déliverances de prison vient retrouver les fidèles chez Maria
- 1850 Prix de Rome (1. Klasse) für Zenobie retrouvée par les bergers sur les bords de l’Araxe
- 1859 Ritter der Ehrenlegion
- 1876 Offizier der Ehrenlegion
- 1881 Ritter des Leopoldsorden
- 1885 Kommandeur der Ehrenlegion
- 1890 Mitglied der Académie royale des Sciences, des Lettres et des Beaux-Arts de Belgique[3]
- 1905 Großoffizier der Ehrenlegion
- das Hôtel Bouguereau[4] in La Rochelle trägt ihm zu Ehren seinen Namen
- die Rue Bouguereau in La Rochelle wurde ihm zu Ehren benannt
- die Rue Bouguereau in Lille wurde ebenfalls nahm ihm benannt

## Werk

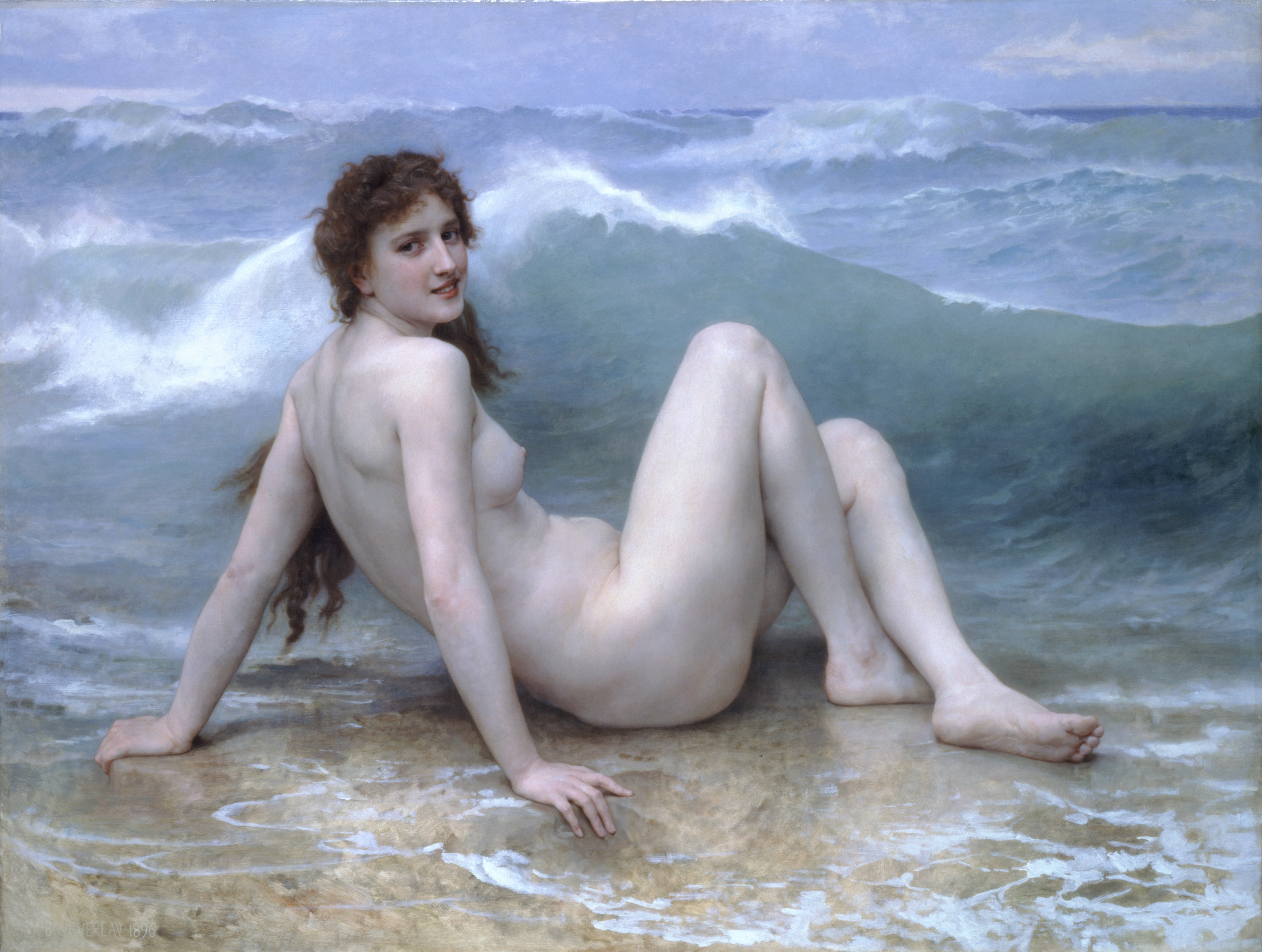
Die Welle (1896)

Bouguereau malte vorrangig Allegorien zu klassischen und historischen Themen. In den Aktdarstellungen, die sich auf klassisch-griechische Vorbilder bzw. deren römische Kopien stützten, versuchte Bouguereau dennoch die „Ur-Bilder“ zu verlebendigen. So verstärkte er bei seiner „Geburt der Venus“ (La naissance de Vénus) von 1879 die Bewegungen des Körpers und betonte die Schwünge der Hüften noch etwas mehr als es beim Vorbild – der Aphrodite von Kyrene (Rom, Museo Nazionale Romano) – der Fall war. Das Ergebnis dieser kleinen Änderungen, die die erotische Ausstrahlung der „Venus“ erhöhten, kam beim Publikum gut an. Gleichzeitig war er dank des antiken Vorbildes über jegliche moralisierende Kritik erhaben.
Zu seinen Sujets sagte er, er würde niemals einen Krieg malen – wohl aber unter Umständen den Krieg (als allegorische Figur). Was seine perfektionierte, realistische Maltechnik betrifft, so erklärte er einmal, das Geheimnis, ein guter Maler zu sein, liege darin, „Farbe und Linie als dieselbe Sache zu sehen“. Mit dieser Aussage hob er sich von den akademischen Hardlinern ab, für die die Linie stets den Vorrang vor der Farbe besaß.
Edgar Degas und andere avantgardistische französische Maler verachteten Bouguereaus berühmtes technisches Markenzeichen, die hochglanzpolierte Oberfläche seiner Leinwände, und lehnten solche „geleckte[n]“ Werke als Bouguerurée ab. Eines seiner bekanntesten Gemälde – Nymphen und Satyr – galt 40 Jahre lang als verschollen, weil sein Besitzer es für anstößig hielt und es wegsperrte.

## Bilder

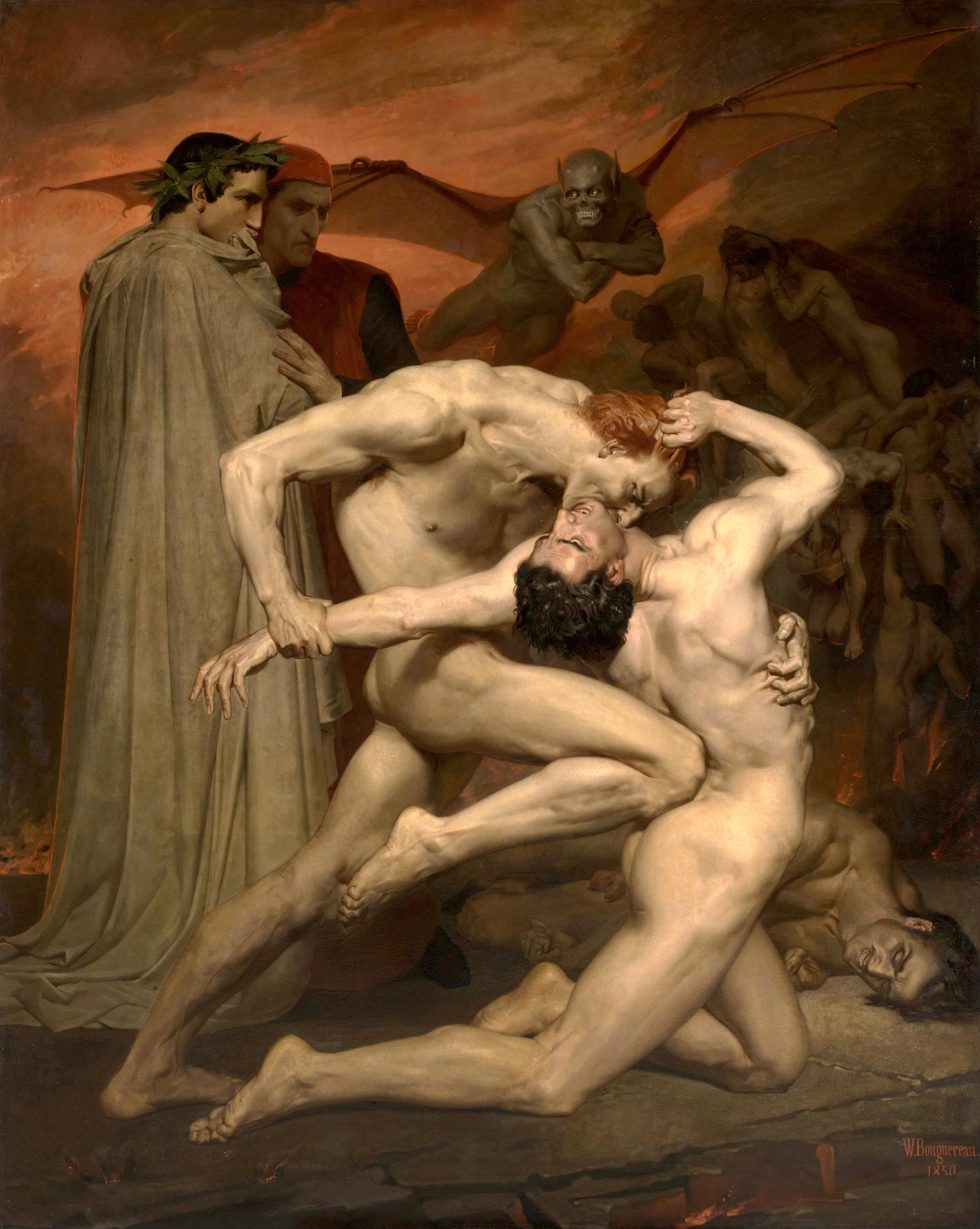
Dante und Vergil in der Hölle – Dante et Virgile en enfer (1850)
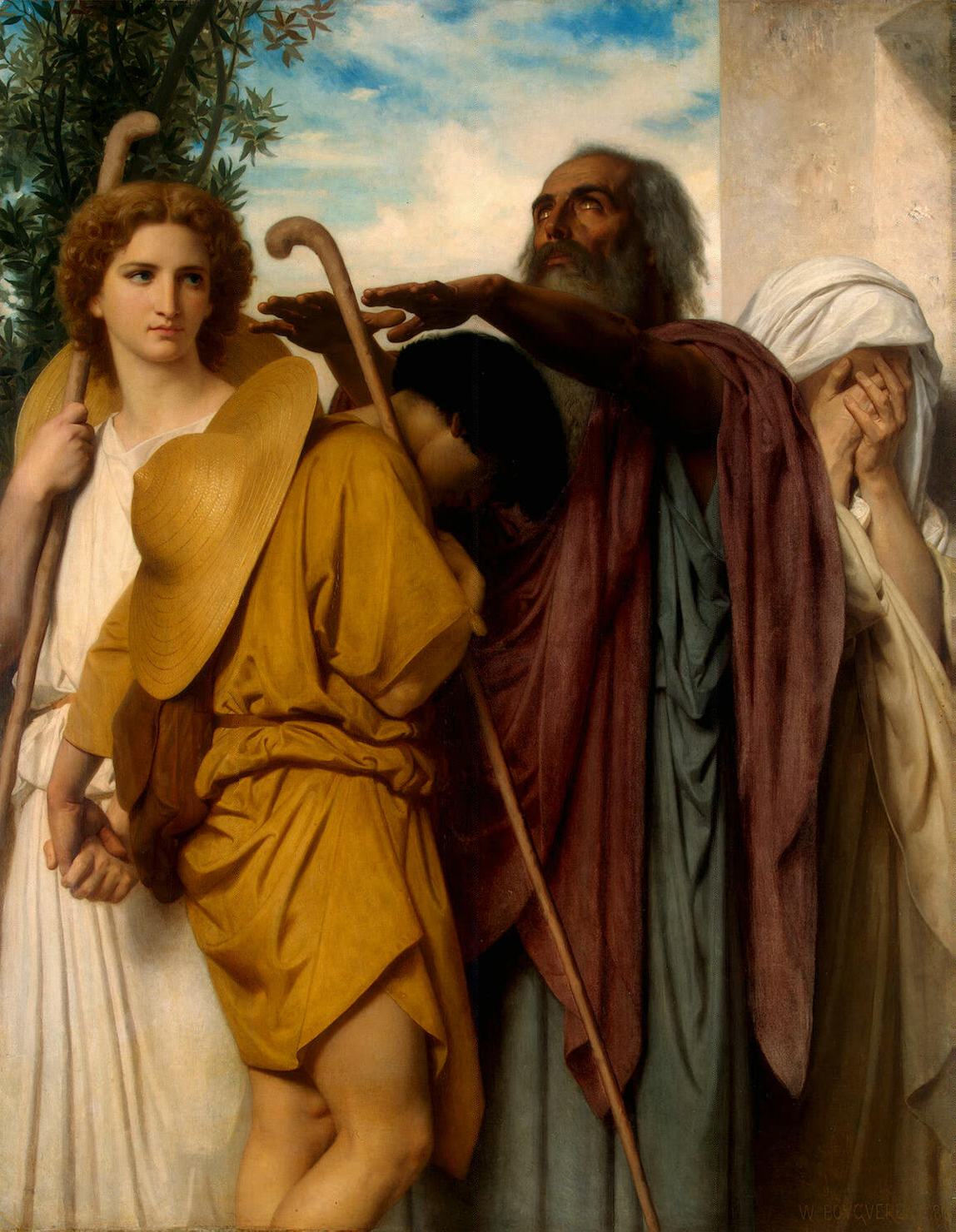
Tobias sagt seinem Vater ‚Auf Wiedersehen‘ – Tobias disant au-revoir à son père (1860)
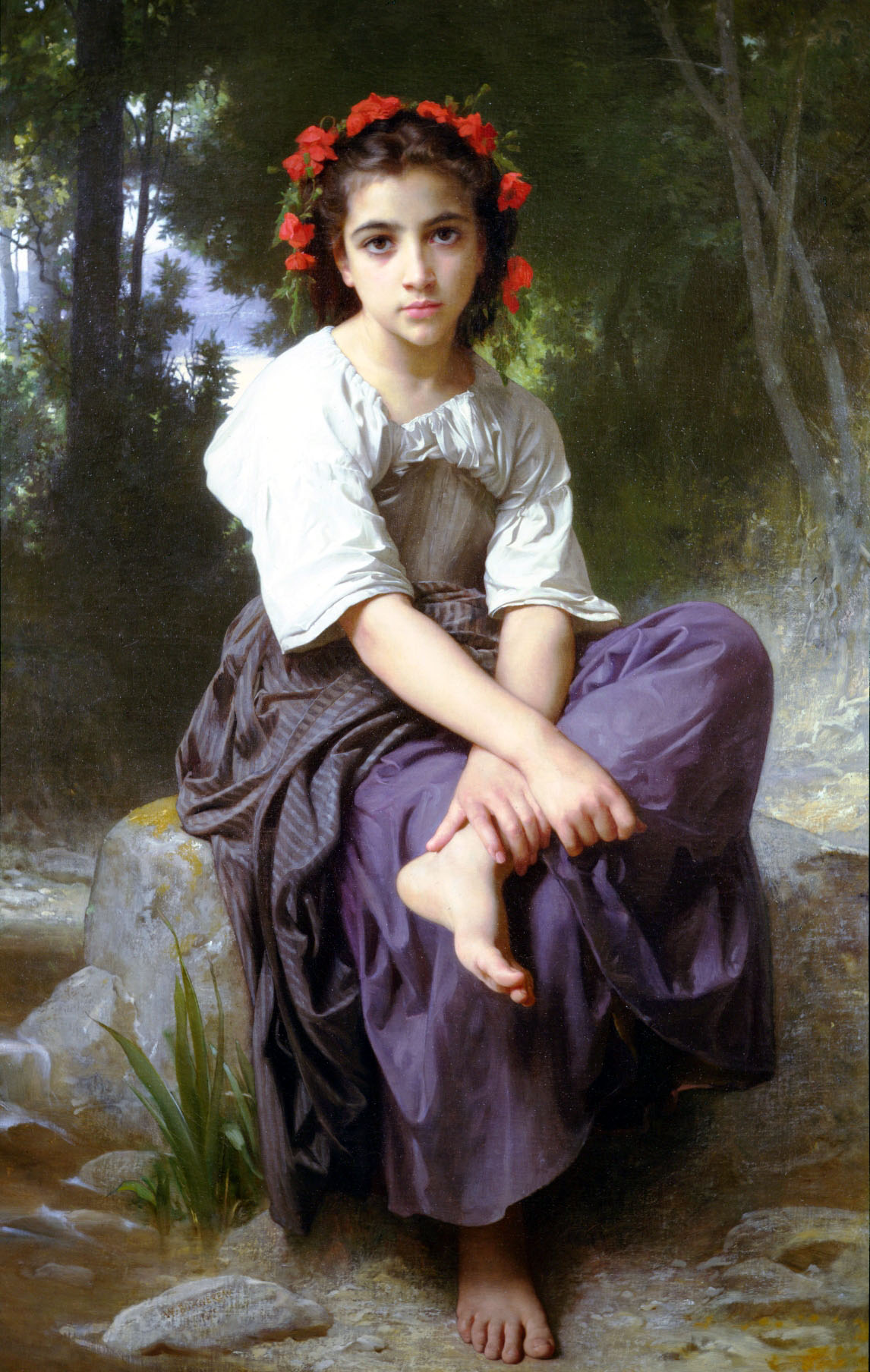
Am Rand des Baches – Au bord du Ruisseau (1875)
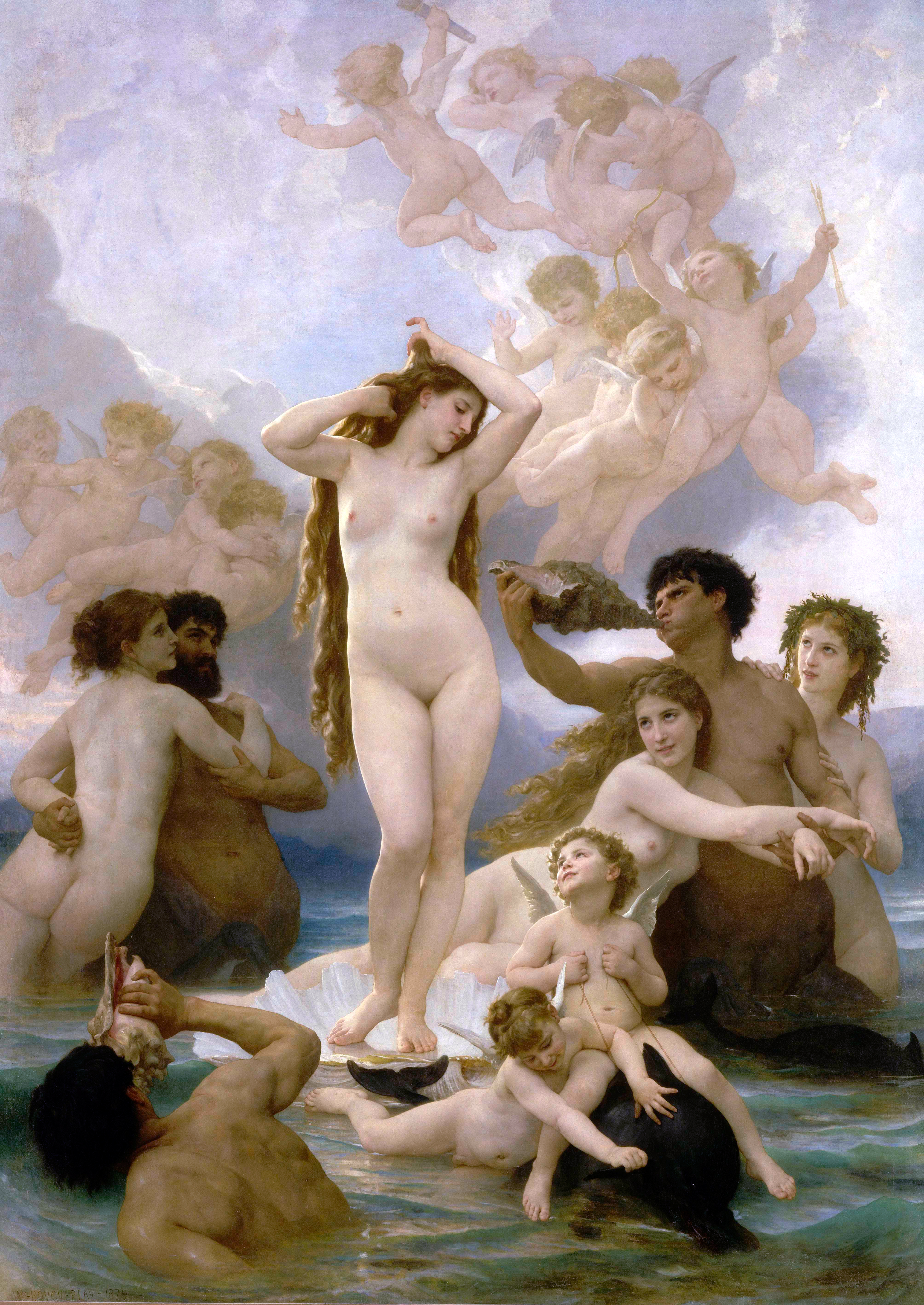
Die Geburt der Venus – La naissance de Vénus (1879)
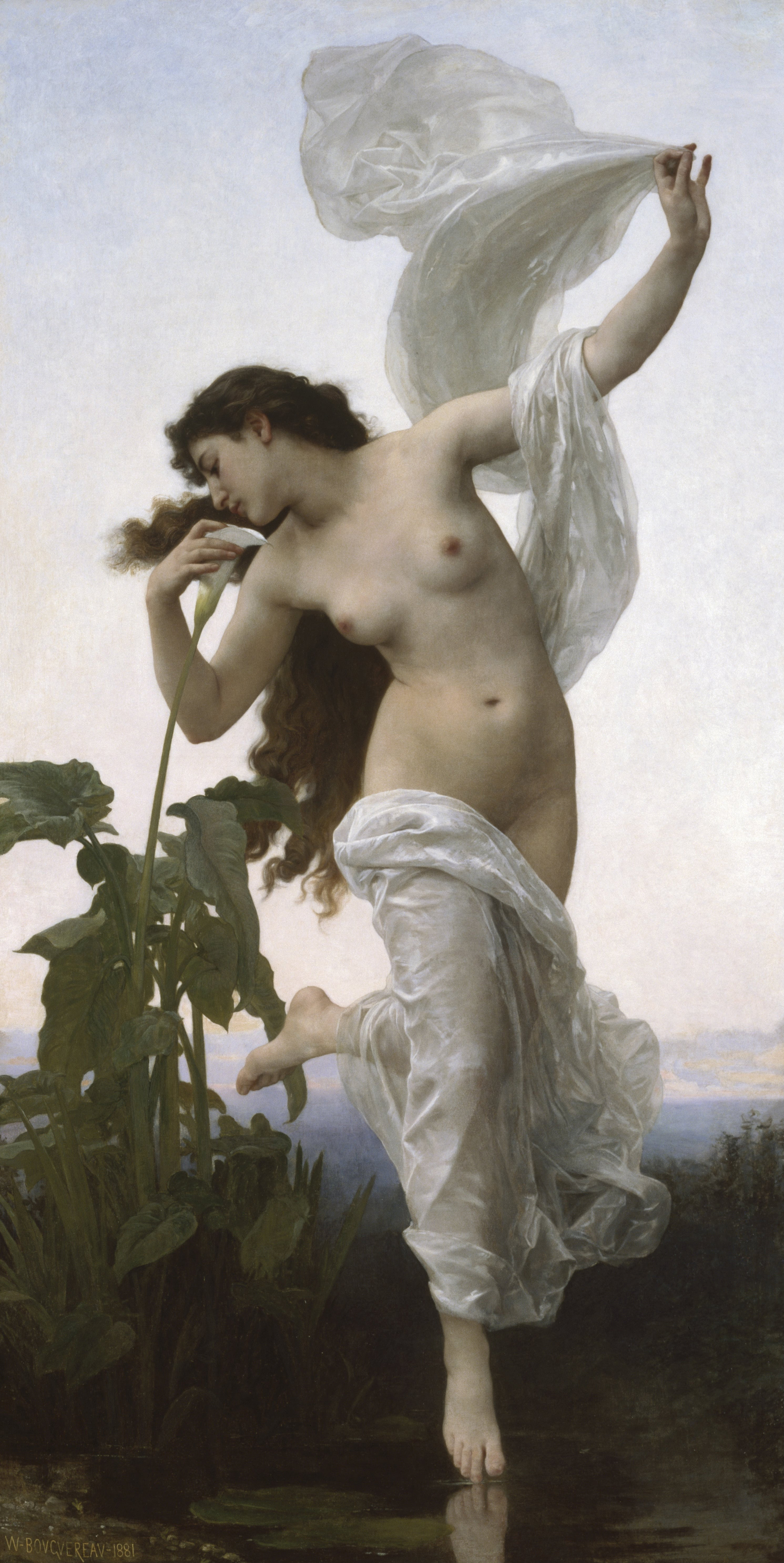
Aurora (1881)
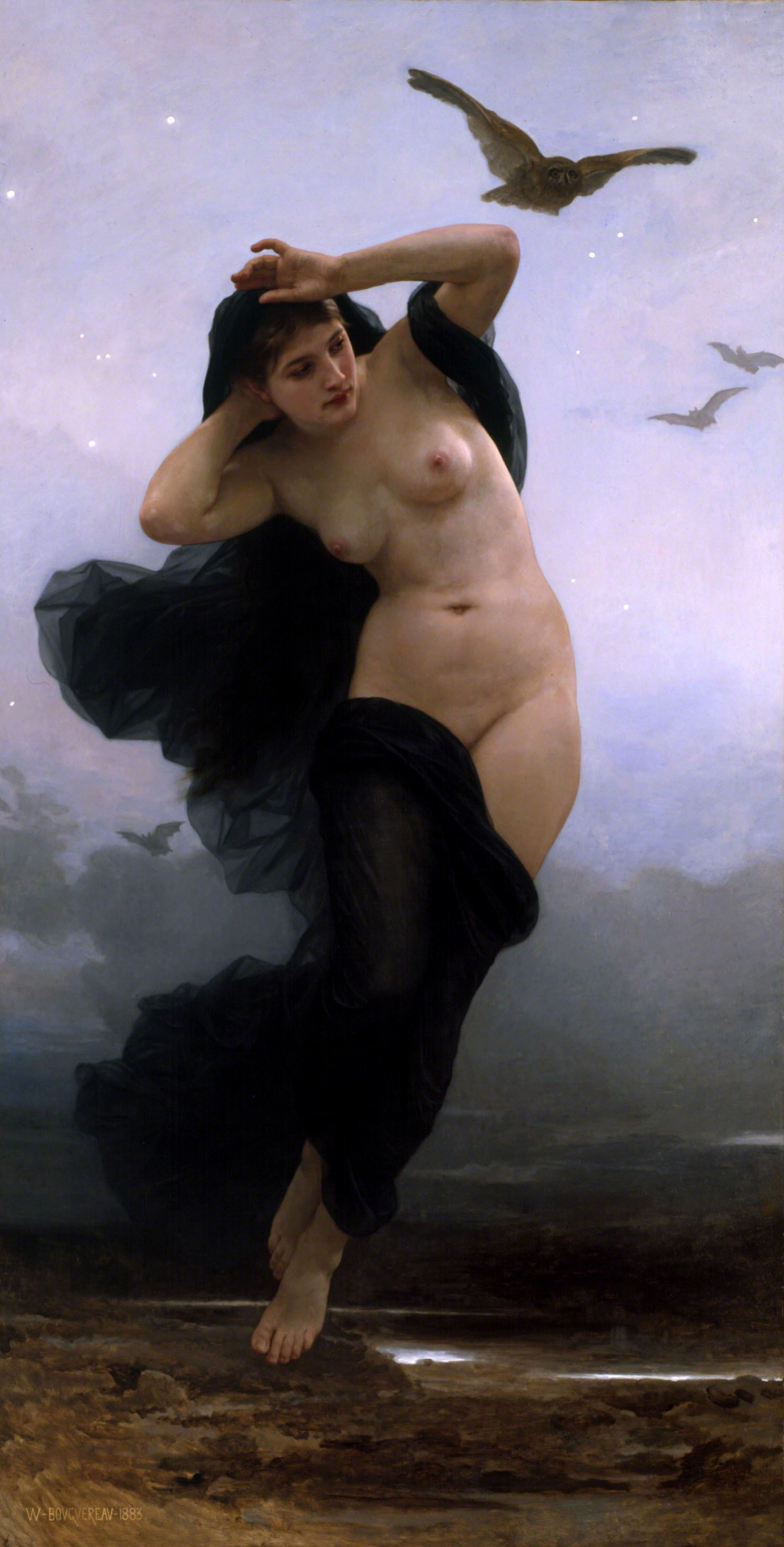
Die Nacht (1883)
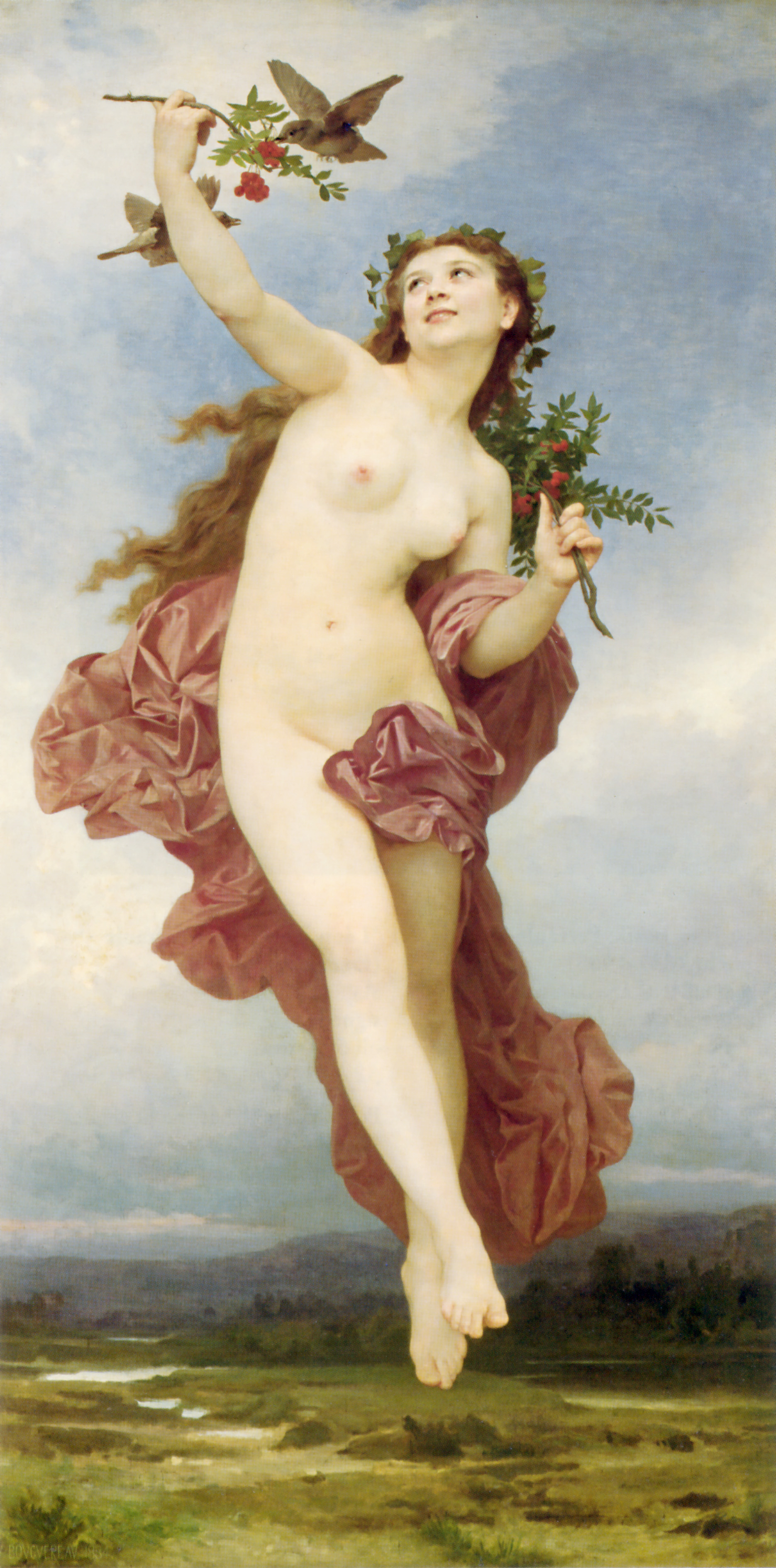
Hemera (1884)
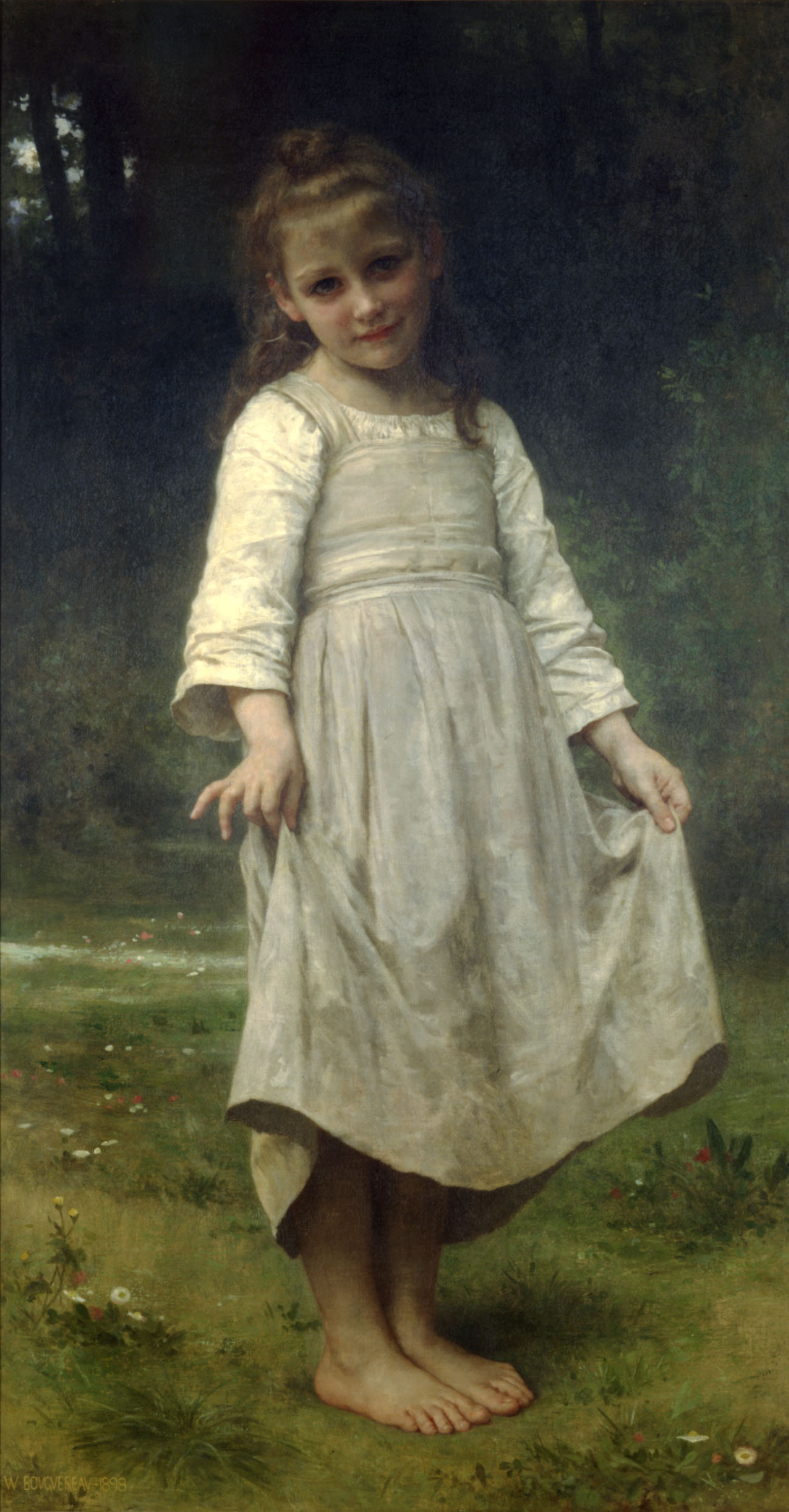
Der Knicks – La révérence (1898)
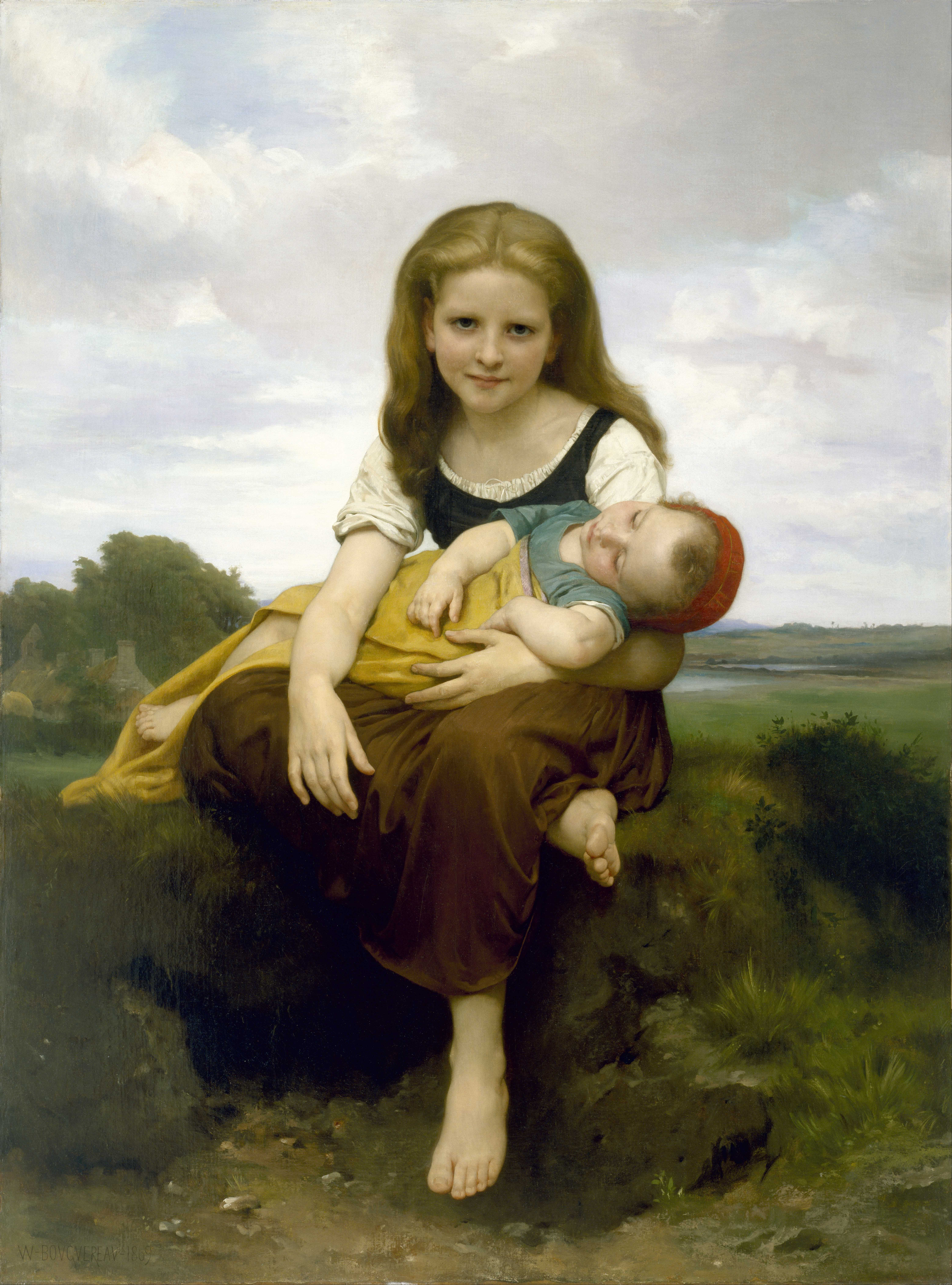
Die ältere Schwester – La soeur aînée (1869)
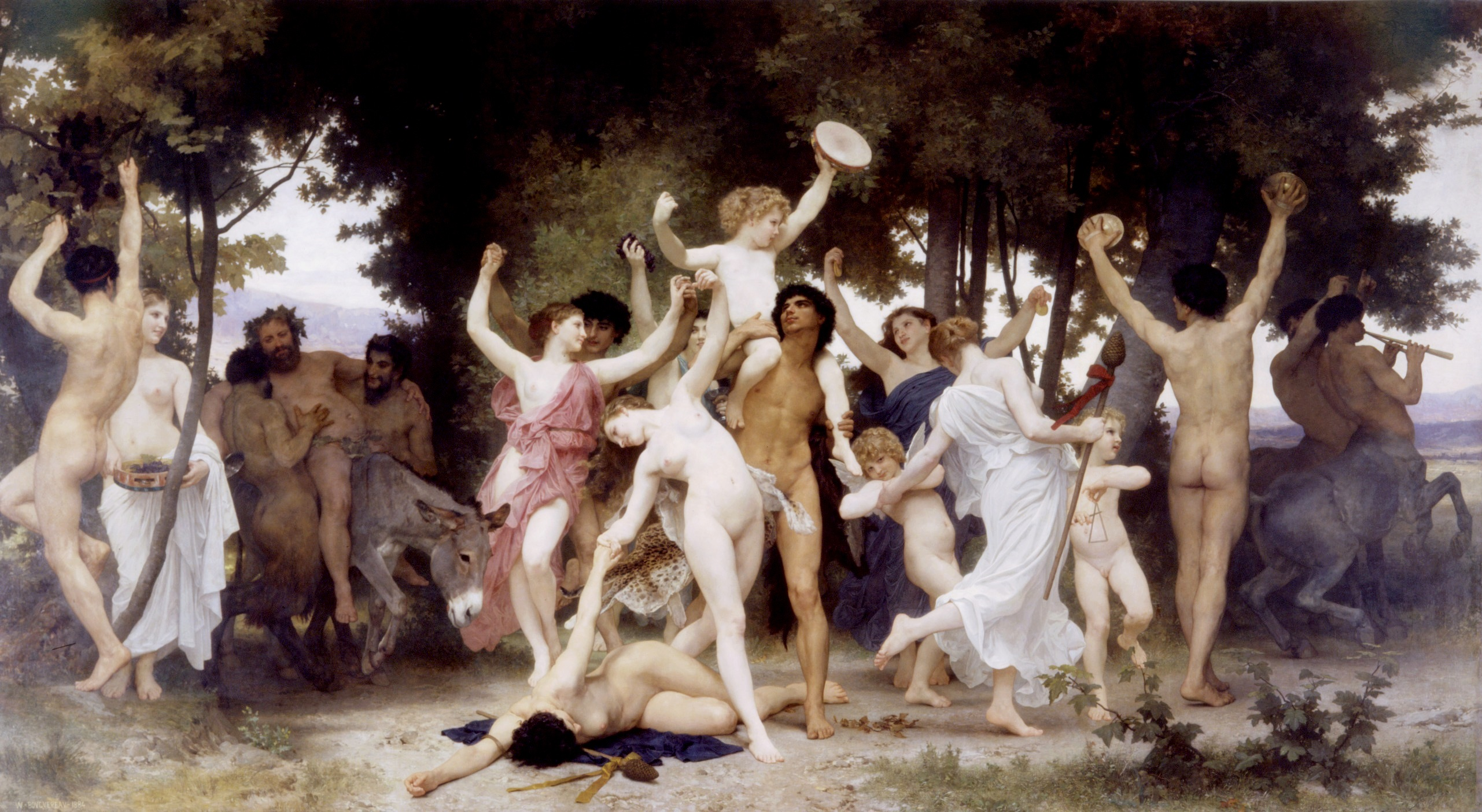
Die Jugend des Bacchus (1884)
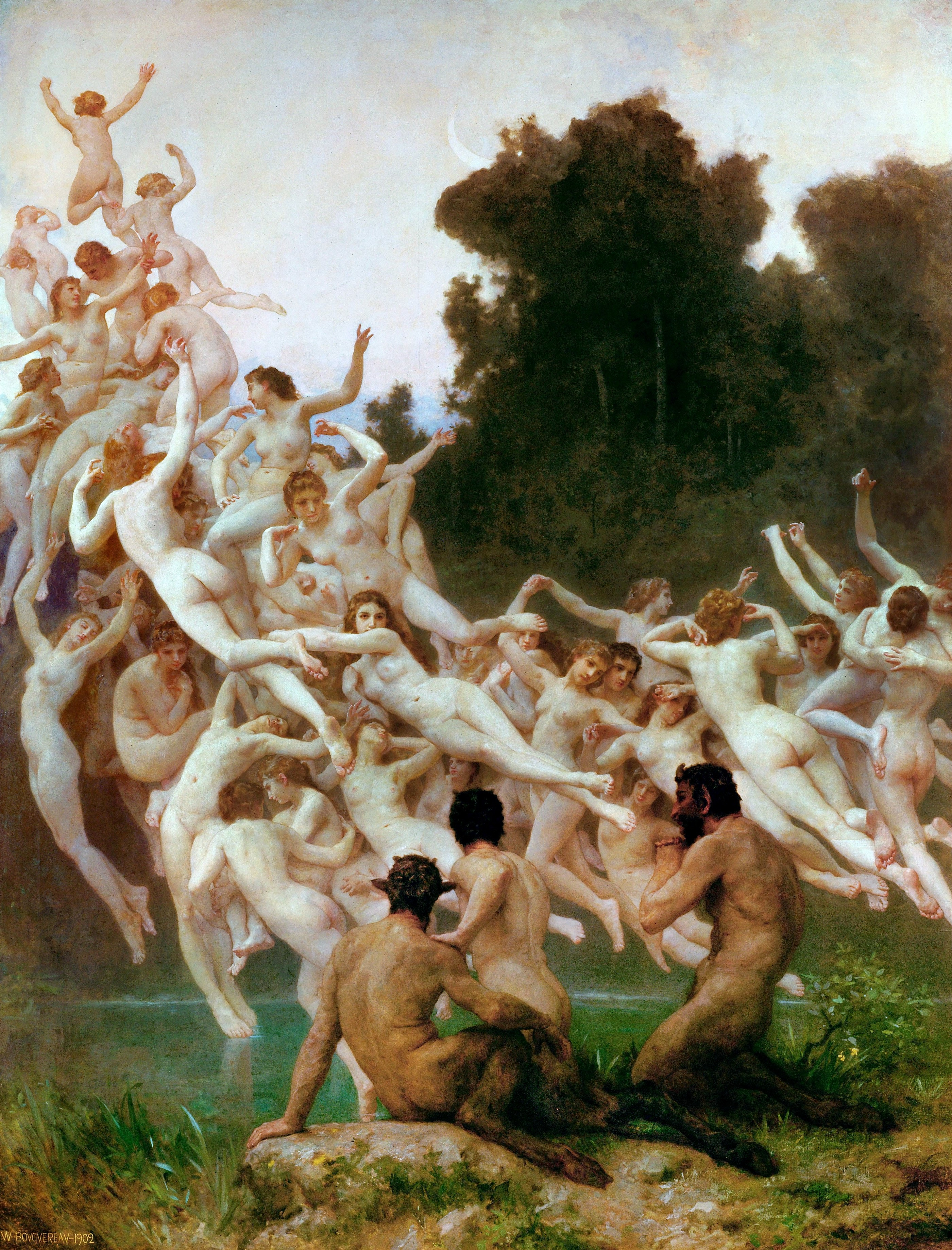
Les Oréades (1902)

## Schüler (Auswahl)
- Georges Henri Ballot (1866–1942)
- Hans Otto Baumann (1862–1927)
- Charles Assezat de Bouteyre (1864–1942)
- Marcel Canet (1875–1958)
- Alfred Delobbe (1835–1920)
- Emilie Desjeux (1861–1957)
- Étienne Dinet (1861–1929)
- Catherine Engelhart (1845–1926)
- Othon Friesz (1879–1949)
- Elizabeth Jane Gardner (1837–1922)
- Erich Kips (1869–1945)
- Gustave Lemaître (1862–1920)
- Henri Matisse (1869–1954)
- Jean-Louis Paguenaud (1876–1952)
- Elie Anatole Pavil (1873–1948)
- Alphonse Pellet
- Gilbert Auguste Privat (1892–1969)
- Gaston Renault (1851–1933)
- Henri Le Riche (1868–1944)
- Jacques Simon (1875–1965)
- Lucien Simon (1861–1945)
- André Suréda (1872–1930)
- Edmund Tull (1870–1911)
- Jules-Cyrille Cavé (1859–1949)